# Beulotte-Saint-Laurent
Beulotte-Saint-Laurent est une commune française de moyenne montagne située dans le département de la Haute-Saône, la région culturelle et historique de Franche-Comté et la région administrative Bourgogne-Franche-Comté. Elle fait partie du Massif des Vosges avec lequel elle partage une ascendance montagnarde culturelle et historique.
Ses habitants sont les Beulottais.

## Géographie
Beulotte-Saint-Laurent est composée d'un village principal, de trois principaux hameaux (les Cent Sous, Breuche et La Saulotte) et de fermes isolées situées sur le plateau des Mille étangs, à une altitude de 520 à 757 mètres, et à 13 km de Faucogney-et-la-Mer.
Le hameau des Cent Sous est le plus haut avec 730 mètres d'altitude. C'est un des plus hauts hameaux du plateau des Mille étangs et des Vosges Saônoises. Le hameau de la Saulotte se trouve à 625 mètres et celui de Breuche à 620 mètres.

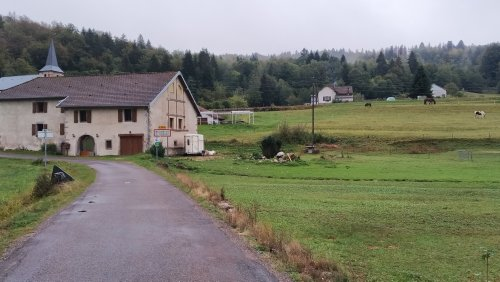
L'entrée du village.

### Géologie et relief

Limite des glaciations sur le plateau des Mille étangs et dépôts morainiques.

Aux portes des Hautes-Vosges, le village centre est isolé à 600 mètres d'altitude dans le haut vallon du Beuletin, et est très peu peuplé. Le territoire communal occupe la partie la plus haute du plateau des Mille étangs. Le relief y est doux et peu creusé du fait que la commune se trouve principalement au sommet d'un plateau d'altitude.
Étant déjà posée sur le haut plateau, Beulotte-Saint-Laurent possède donc peu de sommets marqués. Néanmoins, on peut distinguer les plus élevés sur son flanc est avec le haut des Édaux (700 m) et le haut du Tremblois (728 m) qui dominent directement le village ; en continuant sur la même crête, le point culminant est le Haut du Poteau à 757 mètres d'altitude.

### Hydrographie
La haute vallée du Breuchin y prend sa source à la sortie de l'étang du moulin au hameau des Cent Sous à plus de 700 mètres et le ruisseau du Beuletin, affluent du Breuchin, prend sa source non loin de là à une altitude similaire. Il traverse le centre du village et y creuse son haut vallon sur 12 km jusqu'à retomber à Saphoz (Esmoulières) pour se jeter ensuite dans le Breuchin. Entre les deux sources, on trouve la zone la plus élevée de la commune avec le Haut du Poteau. À proximité de ce dernier, on trouve le col du Poteau et son monument aux morts à 740 mètres d'altitude. Il fait la liaison avec les Vosges et la commune de Ramonchamp.
Beulotte-Saint-Laurent est situé sur la partie supérieure du plateau des Mille étangs et possède plusieurs plans d'eau utilisés pour la pêche: l'étang le Juge, l'étang de la Goutte, l'étang Chardon, l'étang des Cuves, les étangs de la Goutte du Tronc, des Grands Faings et l'étang du Gorgeots etc.

Les Mille étang à Beulotte-Saint-Laurent.
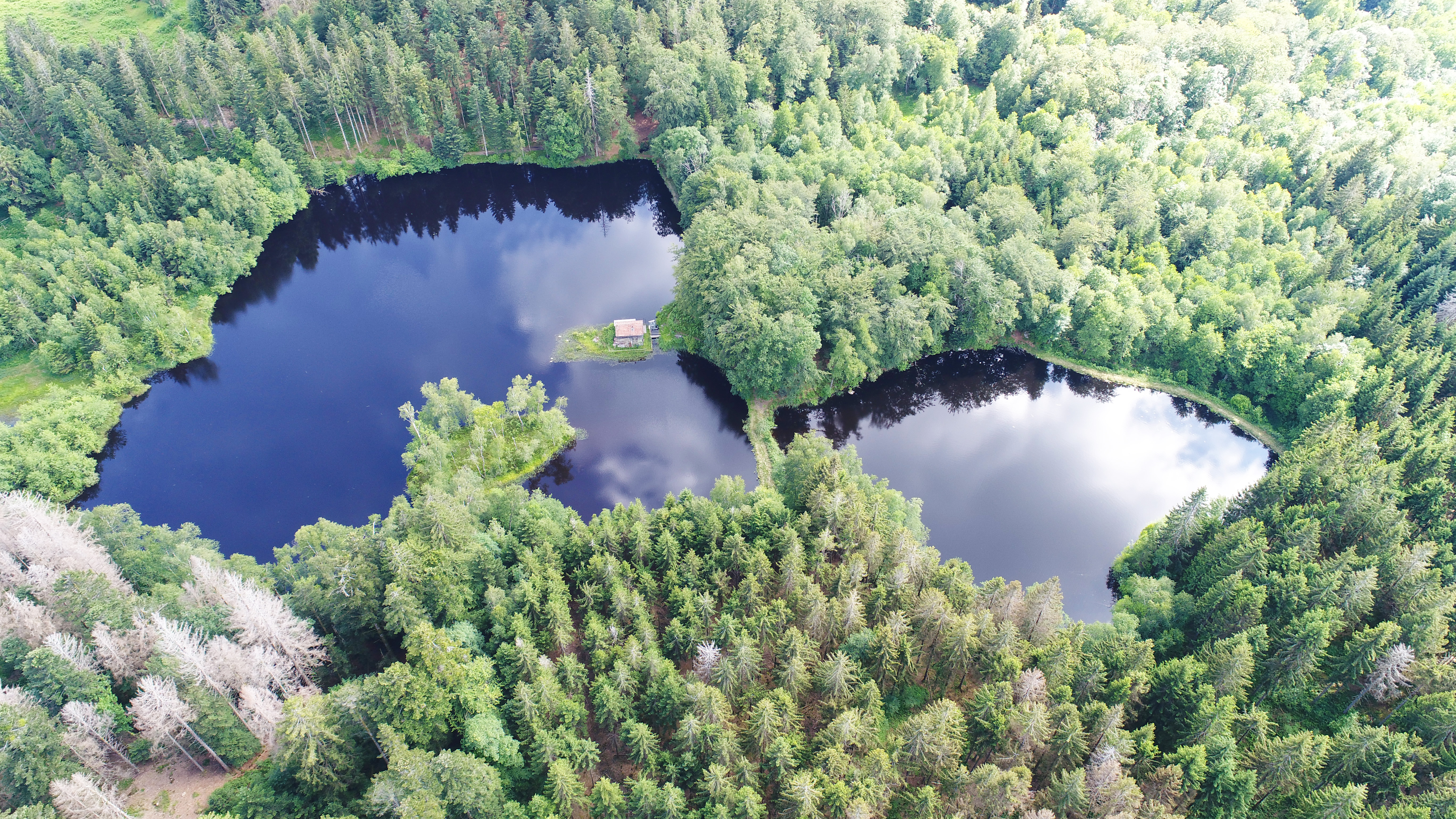
L'étang des Gorgeots
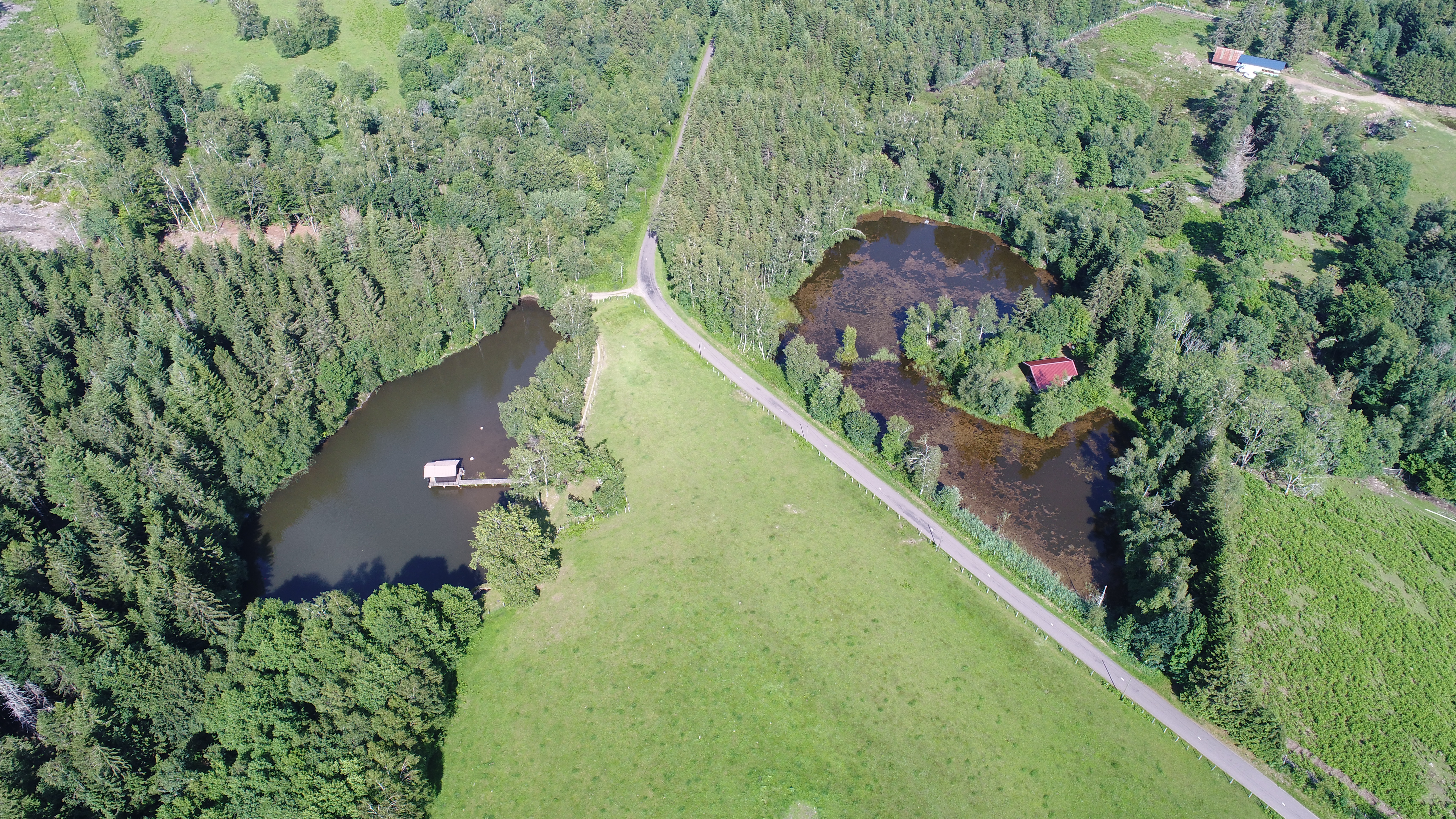
Cabanes sur pilotis et sur presqu’île aux étangs de la Goutte du Tronc.
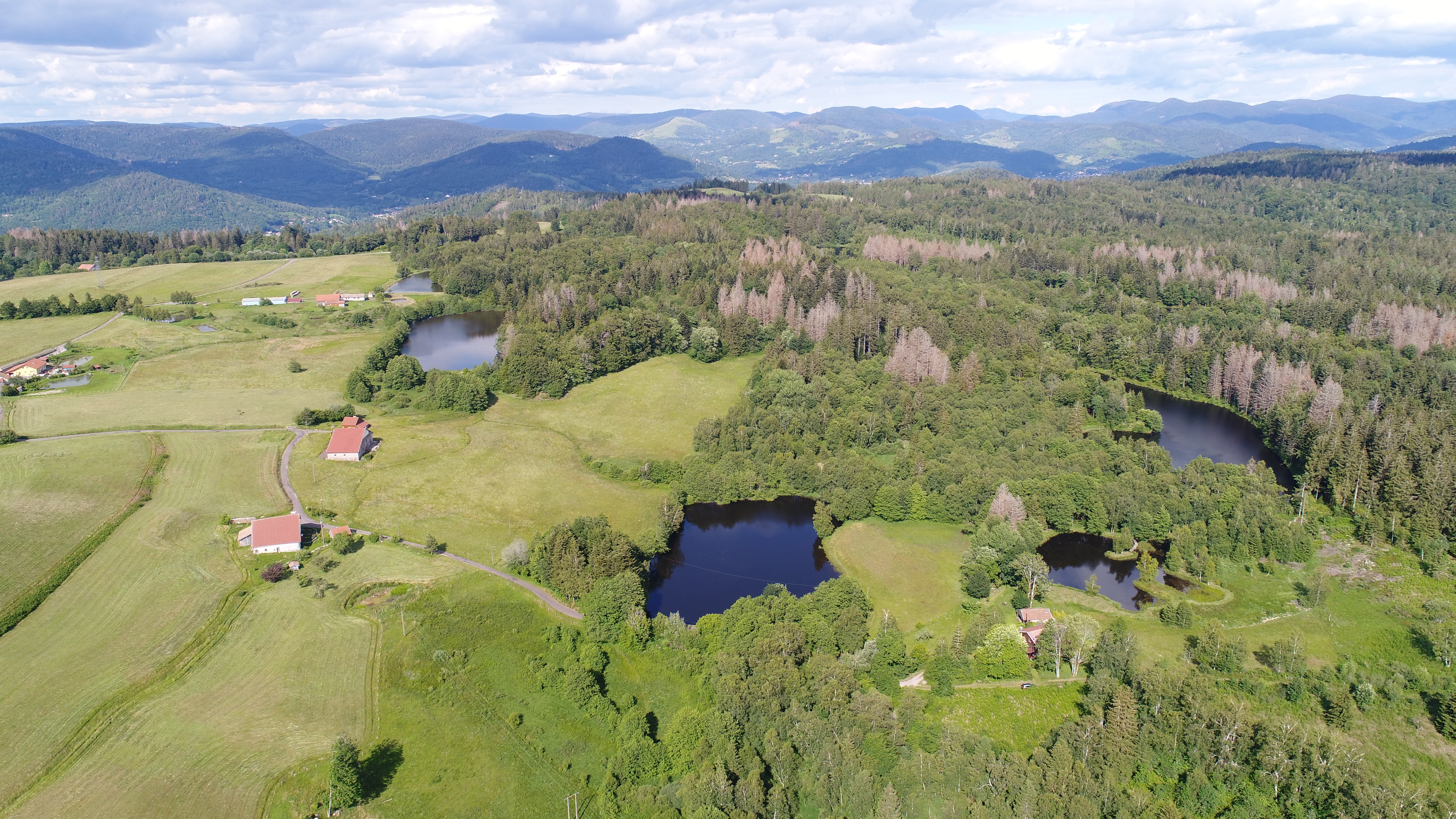
Vue générale des étangs des Grands Faings.
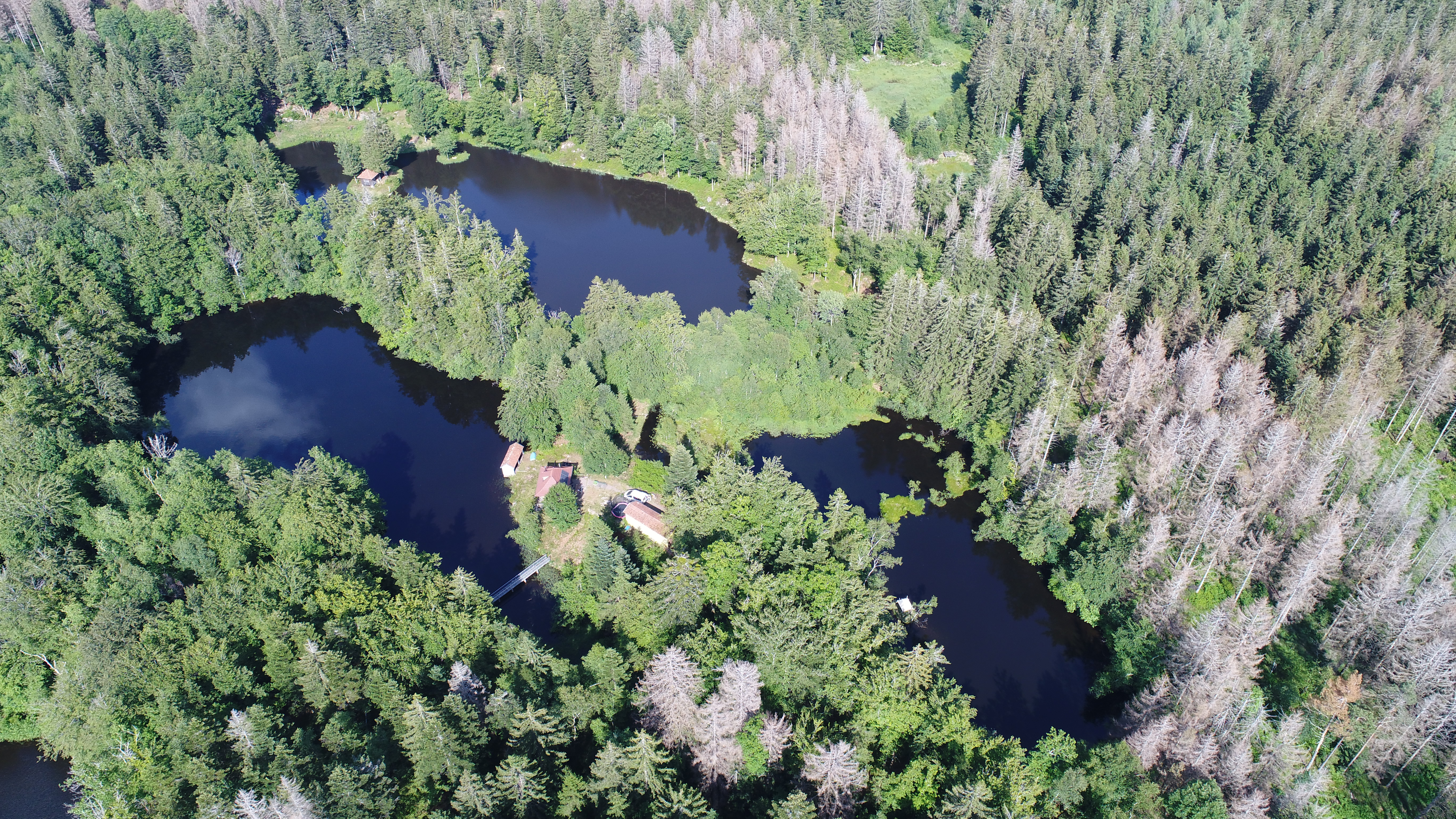
Partie boisée.

La commune de Beulotte Saint-Laurent est un secteur riche en tourbières dont le Feing de la Chaume et la tourbière des Grands Faings en sont les représentants les plus remarquables. À ce titre, elles font l’objet de fiches descriptives ZNIEFF. La tourbière des Grands Faings se compose de deux complexes tourbeux, d’un étang oligotrophe résiduel et de prairies humides. Au XIXe siècle et jusqu’au milieu du XXe siècle, la tourbière est exploitée pour ses pâtures et sa tourbe. Elle présente toutes les caractéristiques évolutives d’une tourbière haute active, des stades très aquatiques à des stades matures. La tourbière héberge près d’une centaine d’espèces végétales dont l'andromède à feuilles de polium, la scheuchzérie des marais et la droséra à feuilles rondes. Deux papillons inféodés aux systèmes tourbeux: le nacré de la canneberge et le fadet des tourbières de même que 23 espèces de libellules y ont été recensés,.

La tourbière des Grands Faings.
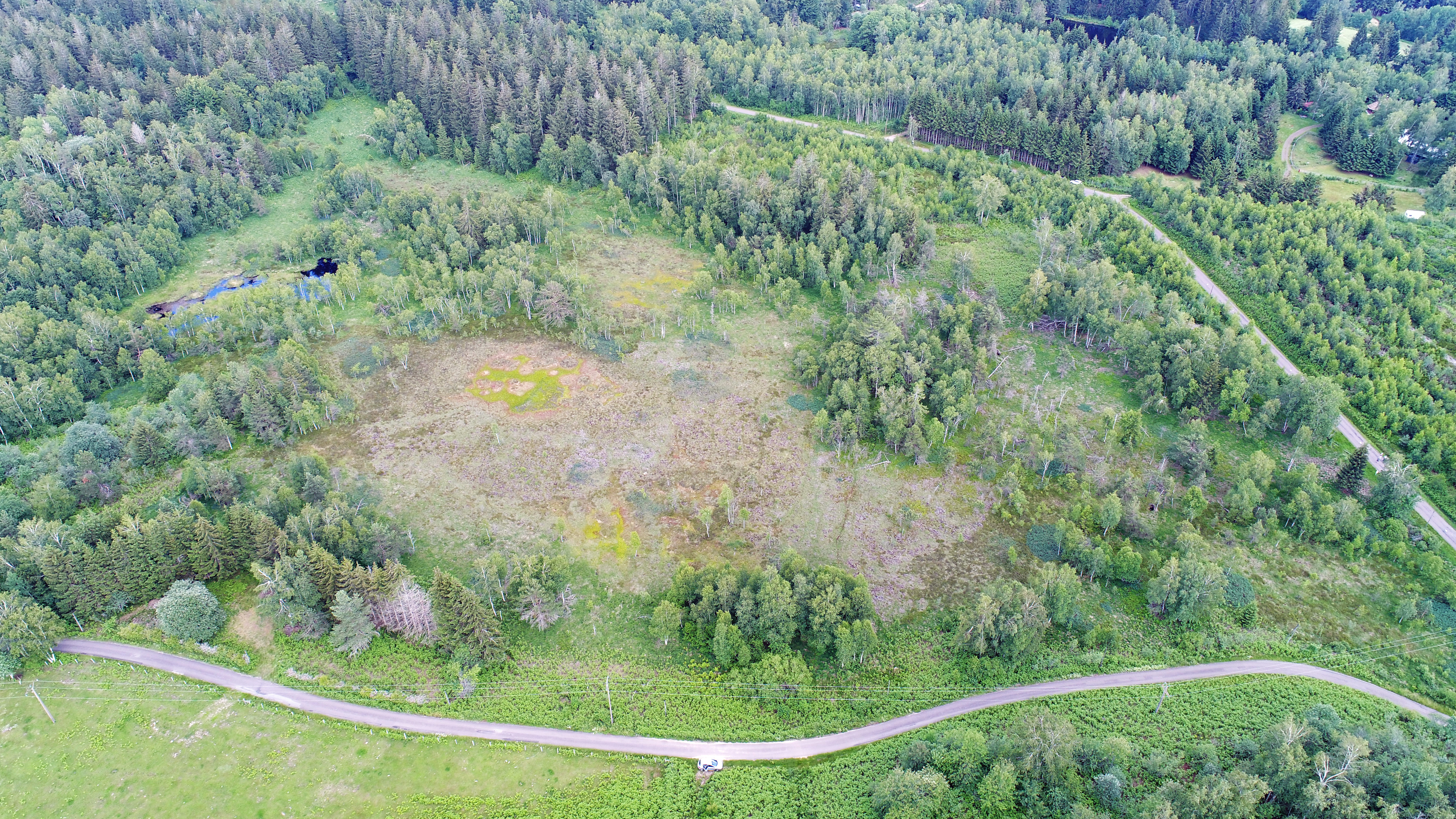
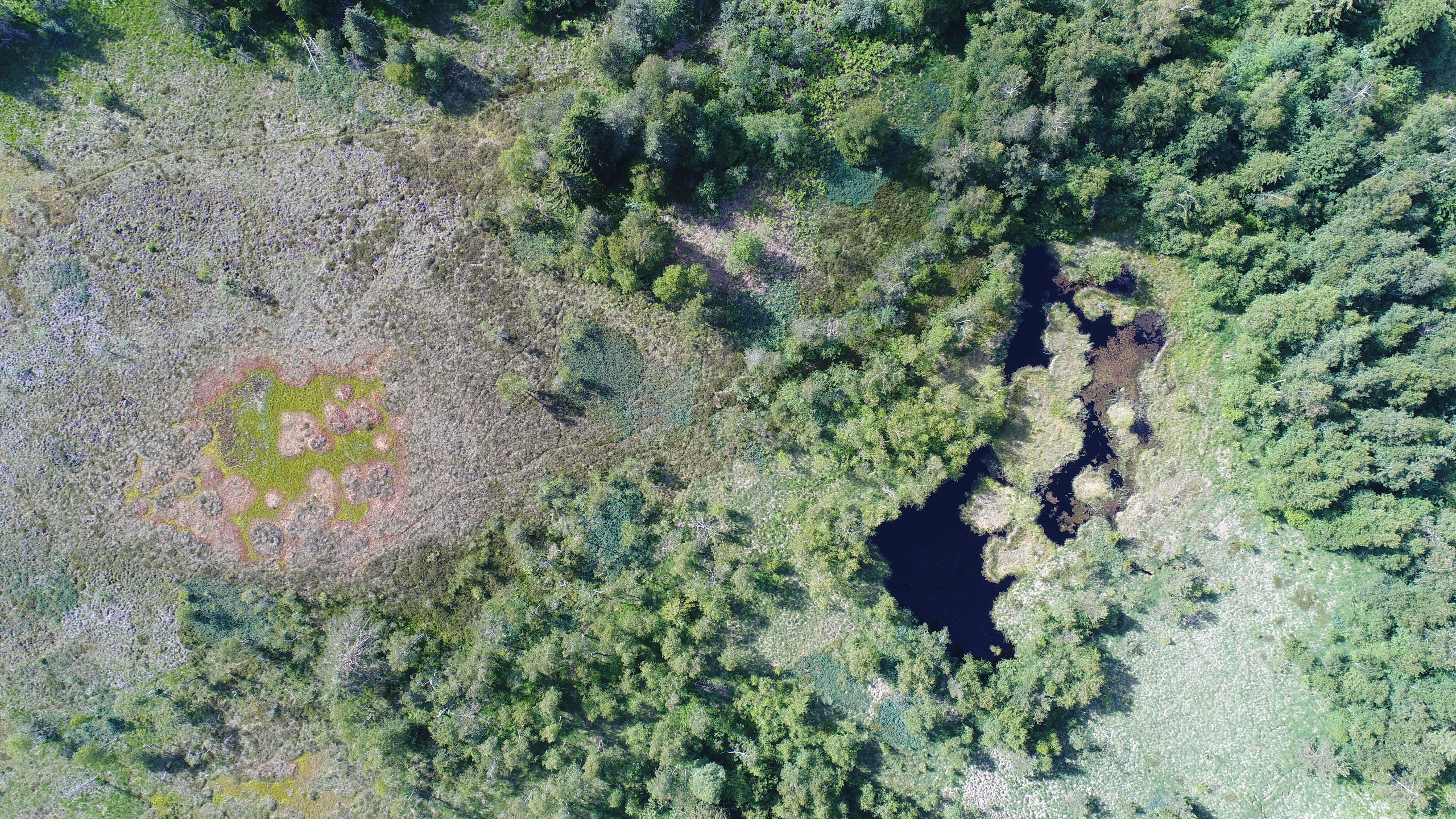
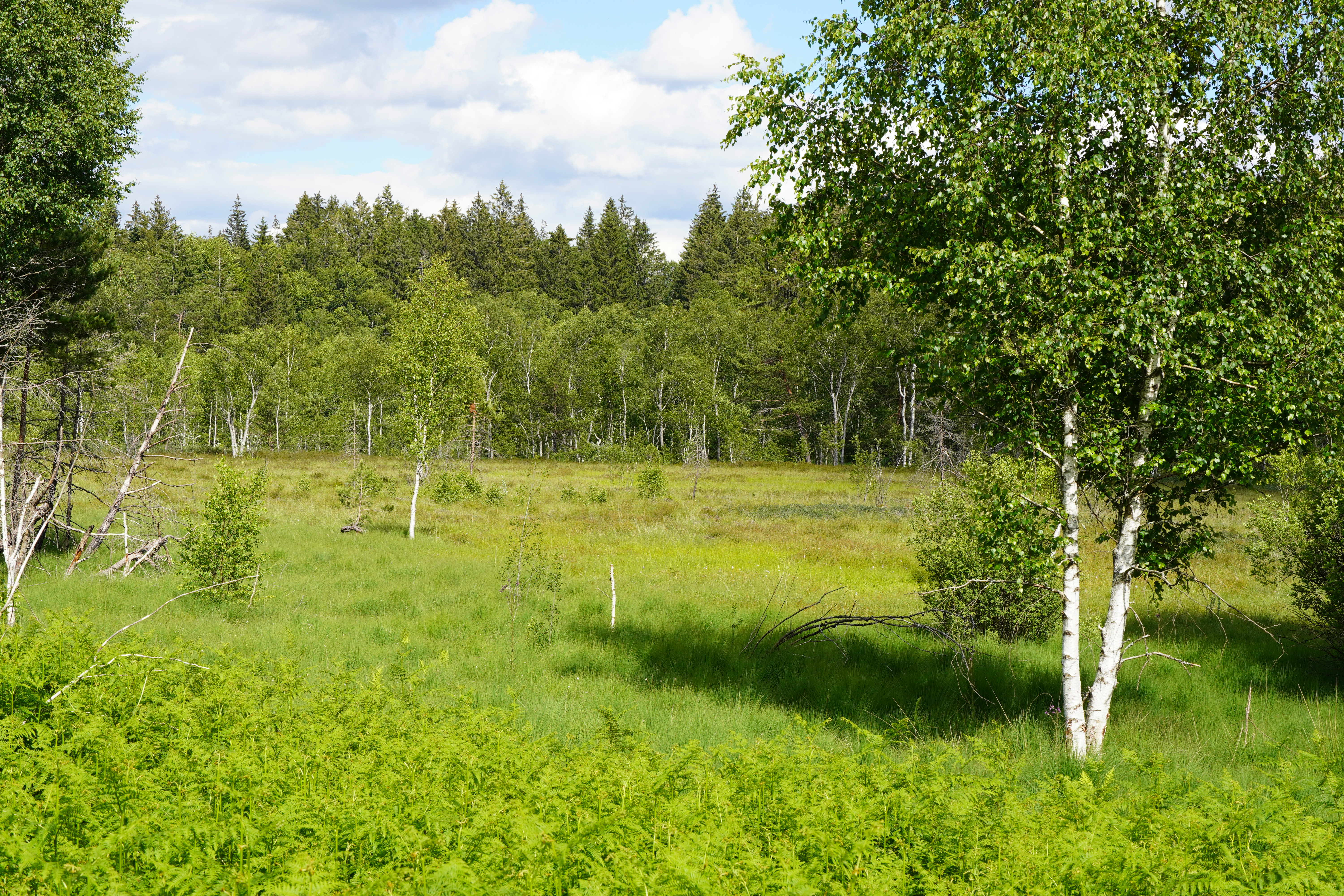

### Climat
Pour des articles plus généraux, voir Climat de la Bourgogne-Franche-Comté et Climat de la Haute-Saône.
En 2010, le climat de la commune est de type climat de montagne, selon une étude du Centre national de la recherche scientifique s'appuyant sur une série de données couvrant la période 1971-2000. En 2020, Météo-France publie une typologie des climats de la France métropolitaine dans laquelle la commune est exposée à un climat semi-continental et est dans la région climatique  Vosges, caractérisée par une pluviométrie très élevée (1 500 à 2 000 mm/an) en toutes saisons et un hiver rude (moins de 1 °C). 
Pour la période 1971-2000, la température annuelle moyenne est de 8,6 °C, avec une amplitude thermique annuelle de 17 °C. Le cumul annuel moyen de précipitations est de 1 654 mm, avec 13,6 jours de précipitations en janvier et 11,4 jours en juillet. Pour la période 1991-2020, la température moyenne annuelle observée sur la station météorologique de Météo-France la plus proche, « Ballon de Servance », sur la commune de Haut-du-Them-Château-Lambert à 4 km à vol d'oiseau, est de 6,5 °C et le cumul annuel moyen de précipitations est de 1 882,9 mm. 
La température maximale relevée sur cette station est de 31,2 °C, atteinte le 24 juillet 2019 ; la température minimale est de −20,1 °C, atteinte le 20 décembre 2009,,. 
Les paramètres climatiques de la commune ont été estimés pour le milieu du siècle (2041-2070) selon différents scénarios d'émission de gaz à effet de serre à partir des nouvelles projections climatiques de référence DRIAS-2020. Ils sont consultables sur un site dédié publié par Météo-France en novembre 2022.

## Urbanisme

### Typologie
Au 1er janvier 2024, Beulotte-Saint-Laurent est catégorisée commune rurale à habitat très dispersé, selon la nouvelle grille communale de densité à sept niveaux définie par l'Insee en 2022.
Elle est située hors unité urbaine et hors attraction des villes,.

### Occupation des sols
L'occupation des sols de la commune, telle qu'elle ressort de la base de données européenne d’occupation biophysique des sols Corine Land Cover (CLC), est marquée par l'importance des forêts et milieux semi-naturels (68,6 % en 2018), en diminution par rapport à 1990 (69,4 %). La répartition détaillée en 2018 est la suivante : 
forêts (66,5 %), prairies (18,1 %), zones agricoles hétérogènes (12,8 %), milieux à végétation arbustive et/ou herbacée (2,1 %), eaux continentales (0,4 %). L'évolution de l’occupation des sols de la commune et de ses infrastructures peut être observée sur les différentes représentations cartographiques du territoire : la carte de Cassini (XVIIIe siècle), la carte d'état-major (1820-1866) et les cartes ou photos aériennes de l'IGN pour la période actuelle (1950 à aujourd'hui).

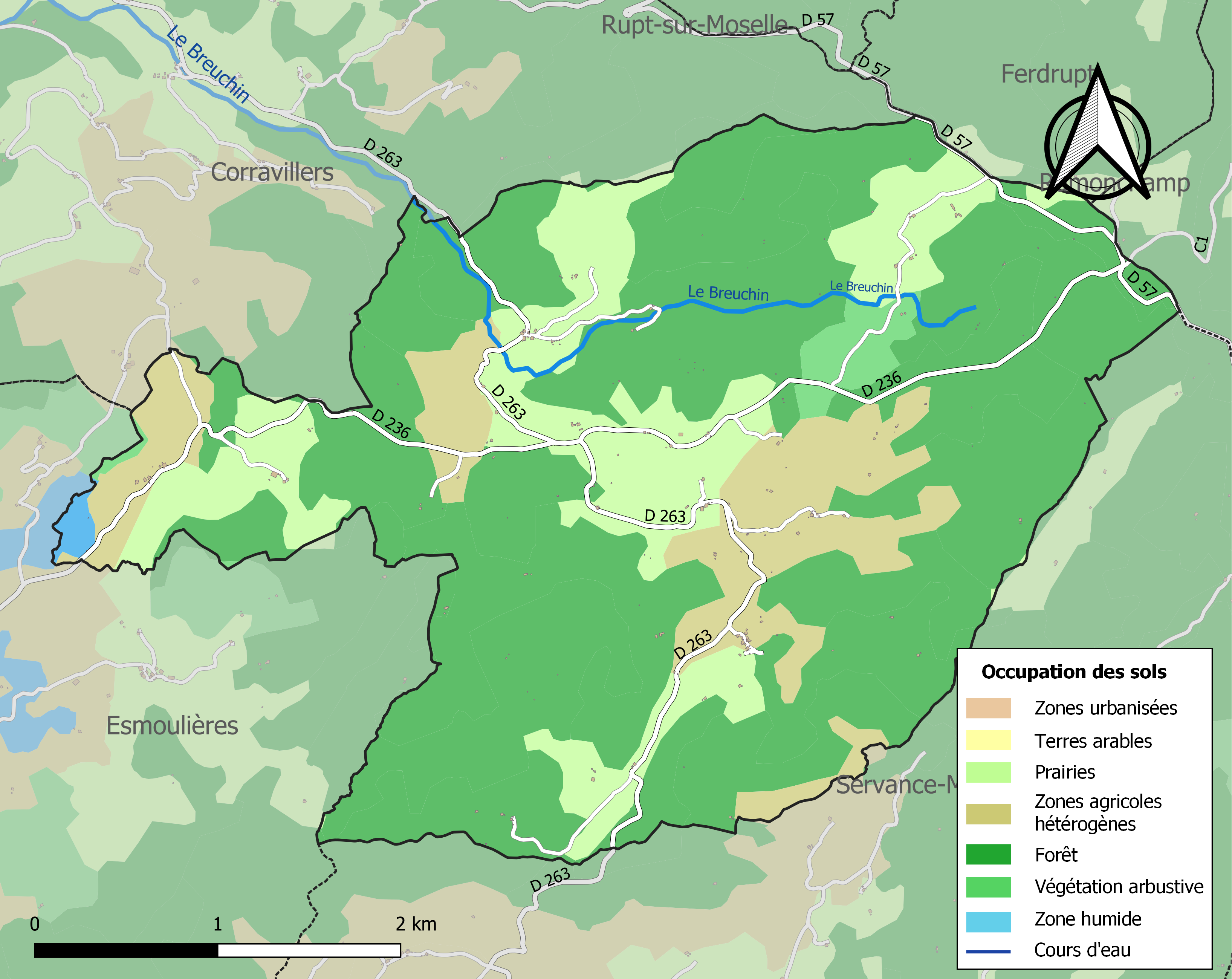
Carte des infrastructures et de l'occupation des sols de la commune en 2018 (CLC).

## Toponymie
Le nom de la commune vient du terme bulotte, qui signifie en patois comtois «le lieu où se trouvent les bouleaux».

## Histoire
Beulotte-Saint-Laurent faisait partie de la terre de Faucogney et a le même passé historique. Ainsi, les habitants se rebellèrent sous Louis XIV.
Au siècle dernier, les habitants fabriquaient des fromages, des sabots, des balais et des paniers. La tourbe des étangs était exploitée pour le chauffage.

## Politique et administration

Carte départementale représentant en rouge la Communauté de communes des 1000 étangs.

### Rattachements administratifs et électoraux
La commune fait partie de l'arrondissement de Lure du département de la Haute-Saône, en région Bourgogne-Franche-Comté. Pour l'élection des députés, elle dépend de la deuxième circonscription de la Haute-Saône.
La commune faisait partie depuis 1793 du canton de Faucogney-et-la-Mer. Dans le cadre du redécoupage cantonal de 2014 en France, la commune fait désormais partie du canton de Mélisey.

### Intercommunalité
La commune fait partie de la communauté de communes des mille étangs créée fin 2002.

### Liste des maires

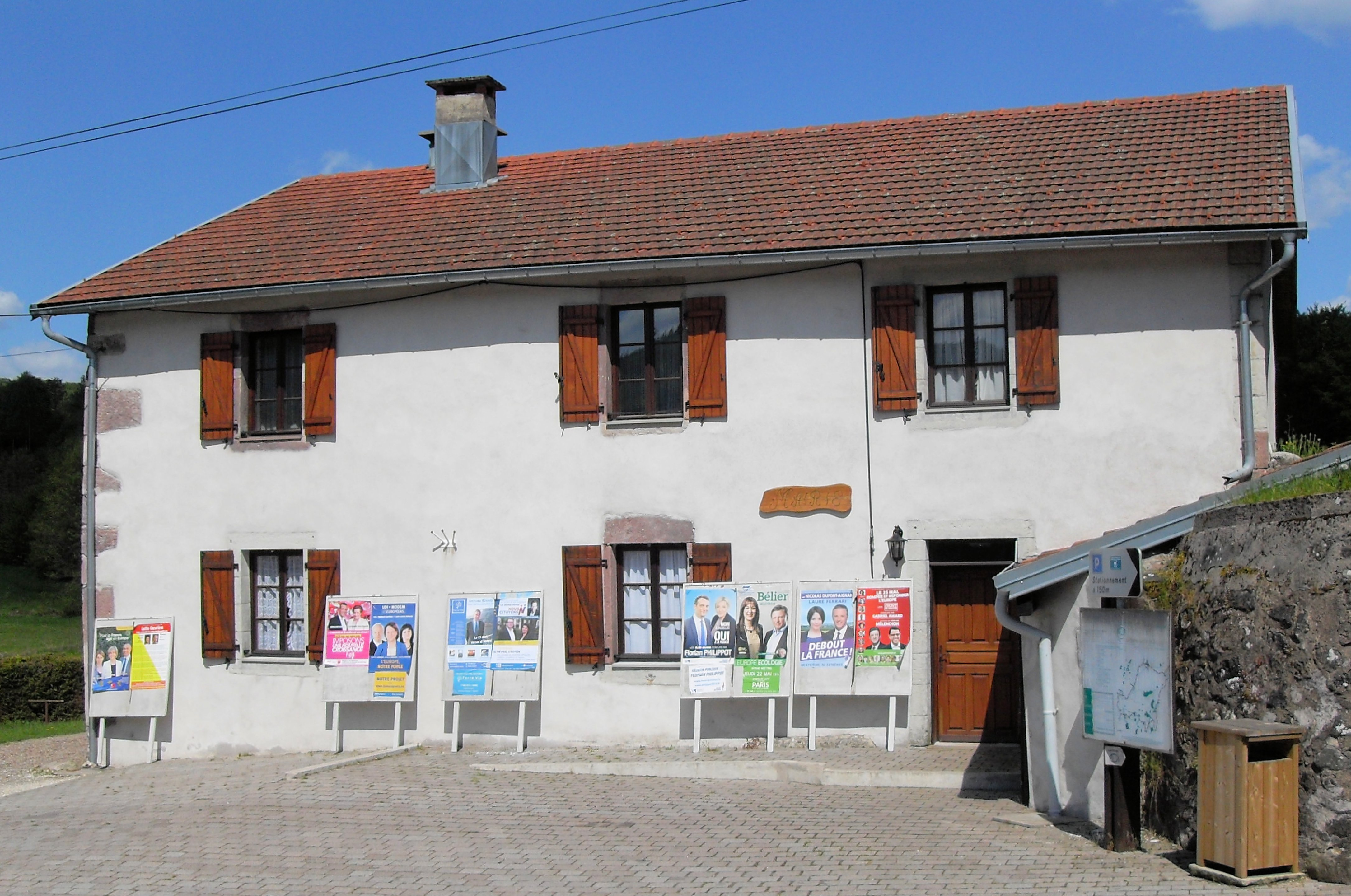
La mairie.

| Période                                  | Période                       | Identité           | Étiquette | Qualité                                    |
| ---------------------------------------- | ----------------------------- | ------------------ | --------- | ------------------------------------------ |
| Les données manquantes sont à compléter. |                               |                    |           |                                            |
|                                          |                               | Bernard Daval      |           |                                            |
| Les données manquantes sont à compléter. |                               |                    |           |                                            |
| juin 1995                                | En cours (au 20 juillet 2014) | Jean-Charles Henry |           | Agriculteur Réélu pour le mandat 2014-2020 |

## Population et société

### Démographie
L'évolution du nombre d'habitants est connue à travers les recensements de la population effectués dans la commune depuis 1793. Pour les communes de moins de 10 000 habitants, une enquête de recensement portant sur toute la population est réalisée tous les cinq ans, les populations de référence des années intermédiaires étant quant à elles estimées par interpolation ou extrapolation. Pour la commune, le premier recensement exhaustif entrant dans le cadre du nouveau dispositif a été réalisé en 2006.

En 2022, la commune comptait 61 habitants, en évolution de +5,17 % par rapport à 2016 (Haute-Saône : −1,4 %, France hors Mayotte : +2,11 %).
| 1793 | 1800 | 1806 | 1821 | 1831 | 1836 | 1841 | 1846 | 1851 |
| ---- | ---- | ---- | ---- | ---- | ---- | ---- | ---- | ---- |
| 636  | 575  | 600  | 642  | 712  | 747  | 731  | 750  | 780  |

| 1856 | 1861 | 1866 | 1872 | 1876 | 1881 | 1886 | 1891 | 1896 |
| ---- | ---- | ---- | ---- | ---- | ---- | ---- | ---- | ---- |
| 637  | 641  | 695  | 644  | 636  | 597  | 572  | 489  | 455  |

| 1901 | 1906 | 1911 | 1921 | 1926 | 1931 | 1936 | 1946 | 1954 |
| ---- | ---- | ---- | ---- | ---- | ---- | ---- | ---- | ---- |
| 438  | 407  | 376  | 339  | 339  | 326  | 323  | 280  | 266  |

| 1962 | 1968 | 1975 | 1982 | 1990 | 1999 | 2006 | 2011 | 2016 |
| ---- | ---- | ---- | ---- | ---- | ---- | ---- | ---- | ---- |
| 200  | 182  | 121  | 103  | 70   | 68   | 68   | 73   | 58   |

| 2021 | 2022 | - | - | - | - | - | - | - |
| ---- | ---- | - | - | - | - | - | - | - |
| 59   | 61   | - | - | - | - | - | - | - |

### Manifestations culturelles et festivités
- Fête estivale début août[22].

## Économie

### Commerce
- Le café Chez Gaby, qui porte le label Bistrot de pays[23], adhère à une charte dont le but est de « contribuer à la conservation et à l’animation du tissu économique et social en milieu rural par le maintien d’un lieu de vie du village »[24]. Il propose une cuisine traditionnelle et l'on peut déjeuner ou boire un chocolat chaud devant un poële à bois.
- Boulangerie traditionnelle Daval Laurent : pain de seigle et brioche.

## Culture locale et patrimoine

### Lieux et monuments

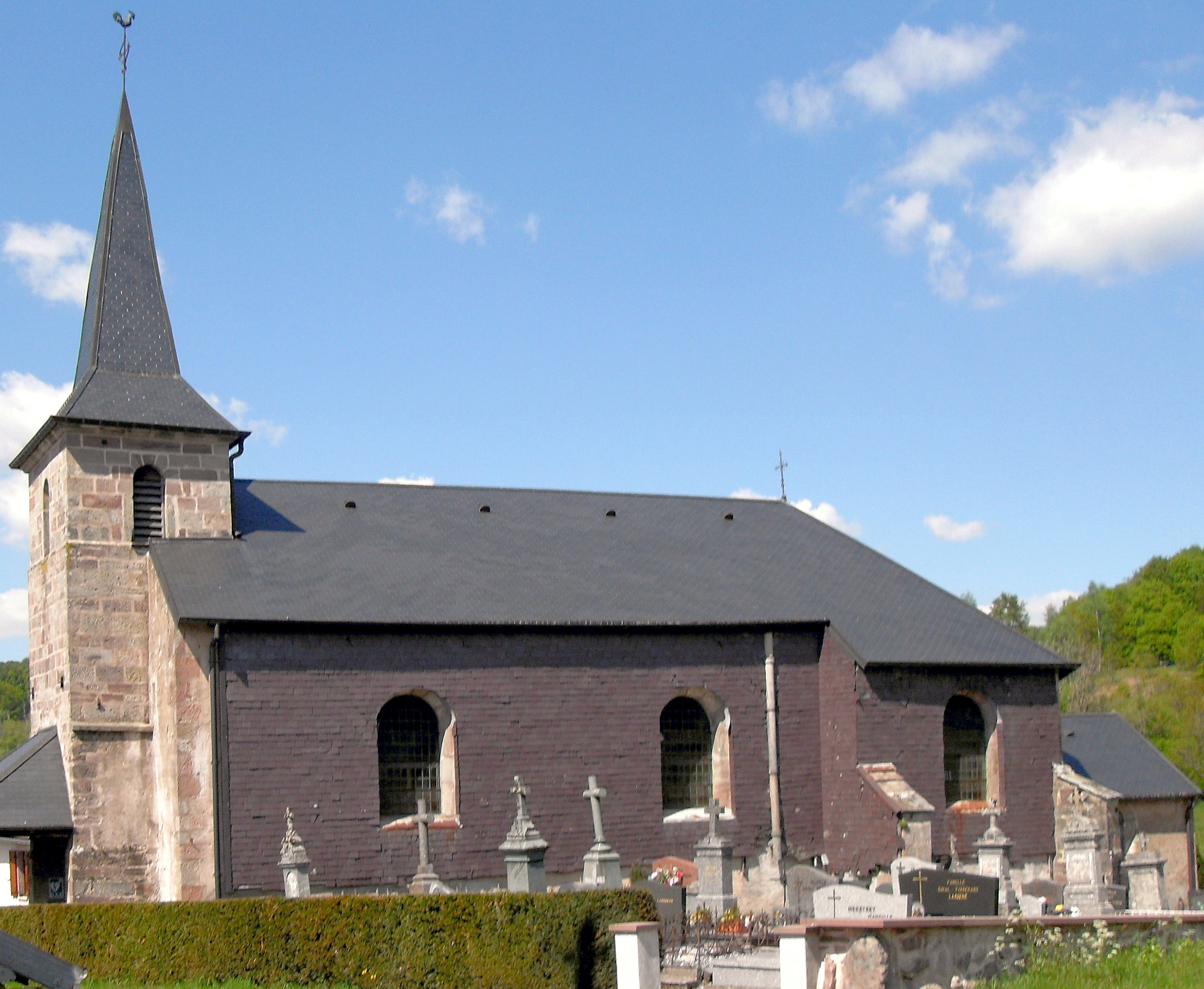
L'église Saint-Laurent.

- Randonnée dite «des poissons» de 10 km (départ au centre du village, vue sur le ballon de Servance et promenade le long des étangs)
- Petit édifice de montagne, l'église Saint-Laurent se compose d'un clocher du XVIIIe siècle à toit en flèche. Le portail en plein cintre du XVIIe siècle est encadré de deux colonnes doriques soutenant deux frontons superposés. La nef unique à deux travées plafonnées du XVIIIe siècle ouvre sur un chœur voûté d'arêtes plus large que la nef. L'église conserve un maître-autel de style Louis XV en bois sculpté, repeint en rouge, vert et or.